# Фарфоровая мануфактура Нимфенбург
Фарфоровая мануфактура Нимфенбург (нем. Die Porzellanmanufaktur Nymphenburg, современное название: Porzellan Manufaktur Nymphenburg) — одна из ранних фарфоровых мануфактур в Западной Европе, основана в 1747 году в Нойдеке, пригороде Мюнхена (Бавария), а затем переведена в Нимфенбург (западный район современного Мюнхена).

## История
Первой фарфоровой мануфактурой в Европе было предприятие Иоганна Фридриха Бёттгера в Майсене (Саксония) — мануфактура, основанная в 1710 году.
В 1745 году баварский курфюрст Максимилиан III Иосиф, вступив в должность, вознамерился создать собственное производство фарфора, считавшееся в то время особенно престижным, и тем самым поправить государственные финансы. Предприятие было создано в крепости Нойдек близ Мюнхена. При поддержке курфюрста мюнхенскому арканисту (в XVIII веке так называли алхимиков, пытавшихся раскрыть «китайский секрет» производства фарфора) Францу Игнацу Нидермайеру (1710—1772) в 1747 году удалось создать первую фигурку из настоящего белого фарфора. Однако крупных успехов производства не последовало. В 1753 году к баварскому курфюрсту перешёл на службу арканист Йозеф Якоб Ринглер (1730—1804) из Вены, который помимо Вены имел опыт организации аналогичных производств в Хёхсте, Фюрстенберге, Вюртемберге и Людвигсбурге.
С 1754 года на предприятии работал выдающийся художник, скульптор-модельер Франц Антон Бустелли (1723—1763), впоследствии прославивший мануфактуру. Произведения Бустелли — небольшие, ярко расписанные фигурки и скульптурные группы — отличаются лёгкостью и изяществом подлинного рококо. «Галантные сцены», дамы и кавалеры, персонажи итальянского театра Комедия дель арте, имеют «гротескный характер, они выразительны пластикой, столь необычной, что кажется, будто они сделаны только вчера».
В 1761 году производство перевели в Нимфенбург. На мануфактуре производили изделия, расписанные яркими — голубой, розовой, красной — красками, с чёрным и золотом, под блестящей свинцовой глазурью. После смерти Бустелли в 1763 году его место занял скульптор из Богемии Доминик Авличек (1734—1804), проработавший на мануфактуре до 1797 года. Благодаря его творчеству галантные фигуры рококо сменили изображения античных богов и богинь в стиле неоклассицизма. Авличек также создал скульптурные модели к двадцати пяти охотничьим сценам по мотивам популярных гравюр И. Э. Ридингера. После Авличека в 1797—1822 годах ведущим художником мануфактуры стал Иоганн Петер Мельхиор (1742—1825), известный по работам на многих европейских мануфактурах. В Нимфенбурге он делал портретные бюсты, рельефные медальоны и аллегорические группы из матового бисквита, подражая античным мраморам.
В 1765 году в Нимфенбурге работало 187 человек: производство достигло высокого технического и художественного уровня. Крупным спонсором и заказчиком мануфактуры был наследный принц, а затем король Баварии Людвиг I. Особой популярностью пользовались обеденные сервизы с копиями известных картин или с баварскими пейзажами в античном стиле. С 1815 года главным художником был Христиан Матиас Адлер. В 1822 году художественным руководителем и директором мануфактуры был назначен архитектор Фридрих фон Гертнер.
В середине XIX фарфоровое производство испытывало кризис. В 1856 году художественное производство было приостановлено, а работа мануфактуры переориентирована на техническую и медицинскую продукцию. С 1888 года стали воссоздавать фарфоровые фигурки XVIII века. В 1906 году художественным руководителем мануфактуры стал известный скульптор Йозеф Вакерле и мануфактура начала выпускать изделия в стиле ар нуво, в том числе архитектурно-декоративную керамику.
Мануфактура продолжала действовать в годы Третьего Рейха под руководством любимого Гитлером архитектора Пауля Людвига Троста, изготавливала посуду, в том числе для океанских лайнеров компании «Norddeutscher Lloyd», государственных и частных резиденций нацистских лидеров.
После войны мануфактура была возрождена. В настоящее время при ней действует Музей фарфора.
Марки: старейшая марка представляет собой шестиконечную звезду синим подглазурным кобальтом, в отдельные периоды марки дополнялись различными буквами или щитом баварского герба. Бустелли подписывал свои изделия инициалами: FB.

## Галерея
- Галантная сцена. Модель Ф. А. Бустелли. 1756
- Арлекина. Модель Ф. А. Бустелли. Ок. 1760
- Арлекина. По модели Ф. А. Бустелли. 1760-е
- Капитан Спавенто. Из серии «Комедия дель арте». Ф. А. Бустелли. 1760–1763
- Две сахарницы. Ф. А. Бустелли. Ок. 1760
- Фигура божества. Модель Д. Авличека. Ок. 1770 г.
- Попугай. Ботанический сад Мюнхена